# Дорошевский, Витольд
Витольд Ян Дорошевский (пол. Witold Jan Doroszewski, 1 мая 1899, Москва — 26 января 1976, Варшава) — польский лингвист, член Польской Академии Наук, профессор Варшавского университета, главный редактор «Словаря польского языка» (1958—1969 годы) и «Словаря правильного польского языка». Дорошевскому принадлежит теория, согласно которой предмет изучения лингвистики — не отношения внутри языка, а «человек говорящий» (лат. homo loquens).

## Биография
Происходит из дворянской семьи, проживавшей поблизости от Замостья. В XIX веке дед, Гжегож Грациан Дорошевский, был вынужден продать имущество и семья разъехалась по всей Российской империи. Сын Антона Григорьевича Дорошевского, русского физикохимика и Марии Тыновской. Антон Дорошевский (1868—1917) был директором Центральной химической лаборатории при Министерстве финансов в Москве, приват-доцентом Московского университета, председателем Польского научного кружка в Москве. Чтобы избежать русификации имени Ян на Иван во время проживания в Москве, родители добавили к имени сына Витольд (Ян осталось вторым именем). В семье говорили на польском, в школе он изучал русский, украинский, немецкий языки, а во время обучения за границей — английский, сербский и чешский.
Учился в Московской гимназии до 1917 года. В старших классах школы опубликовал патриотическую статью в молодёжном журнале «Огниво», также написал и опубликовал там несколько поэм на патриотическую тему. Затем Витольд продолжил обучение в Московском университете, изучал лингвистику у Виктора Поржезинского, а с 1918 года — в Варшавском университете, который окончил в 1923 году, получив степень доктора философии. Учился у профессоров Бодуэна де Куртене, Станислава Собера, Адама Антона Крынского. В 1927—1929 годах учился в Национальном институте восточных языков и культур и некоторое время преподавал в Париже польский язык.

## Карьера и научные достижения
С 1924 по 1969 годы работал в Варшавском университете, с 1930 по 1968 годы был заведующим кафедры польского языка. В 1928 году становится доцентом кафедры польского языка, с 1938 года — полным профессором. С 1935 по 1939 годы был также директором Фонетического института Варшавского университета, с 1954 по 1969 годы возглавлял лабораторию диалектологии ПАН, которая с 1957 года получила название Институт языкознания. В университете Дорошевский читал лекции по общей лингвистике, польскому языку и словообразованию. Как приглашённый лектор, преподавал в ряде заведений: Брюссельский университет (1934 год, читал сравнительную грамматику славянских языков), Висконсинский университет Мэдисона (1936—1937 годы, польская и славянская филология), в университетах Нанси и Бордо, в коллеж де Франс, Оксфорде, Лидсе и Лондоне (1939, читал общую лингвистику).
Был членом-корреспондентом Варшавского научного общества с 1930 года и его действительным членом с 1936 года. Член-корреспондент Польской Академии Знаний с 1947 года, член-корреспондент с 1952 года и действительный член ПАН с 1957 года, в том числе был заместителем председателя лингвистического комитета ПАН с 1954 по 1966 и с 1969 по 1974 годы. В 1925 году Дорошевский выступил как один из основателей Польского лингвистического общества, в котором с 1931 по 1934 год был секретарём, в 1962—64 годах — вице-президентом, а в 1956—1958 и 1971—1974 годы — президентом.
В межвоенное время он читает лекции во многих городах мира, участвует в международных семинарах. В 1939 году участвует в обороне Варшавы, затем в течение Второй Мировой читал лекции в секретном университете.
Под его руководством было написано около 50 докторских диссертаций.
Труды профессора включают около 800 публикаций. Именно Дорошевскому принадлежит честь создания варшавской диалектологической школы.
Он разработал основные методы исторического и сравнительного анализа в диалектологии, а также метод количественного анализа, который базируется на том, что звуки анализируются как социальные факты. Изучал польский литературный язык XIX века. В числе своих диалектологических изысканий профессор интересовался механизмами языковой эволюции и изменениями под влиянием социальных факторов. Работая над главным трудом своей жизни — Словарём польского языка, вышедшим в 11 томах — он определил, что в языковых словарях должны главенствовать три основных функции: словарь должен предоставлять информации о состоянии современного литературного языка, дать представлении об истории слов и привести язык к установленным нормам. Витольд Дорошевский полагал, что язык воспроизводит реальность и особо выделял роль сознания в формировании языка. Эти проблемы затронуты в его трудах Элементы лексикологии и семиотики, 1970 и Основы польской грамматики, 1952. Сотрудничал с рядом польских и иностранных журналов, проводил беседы о польском языке на радио.
В числе его известных учеников Галина Аудерская, Профессор похоронен на Повонзсковском кладбище. В его честь назвали улицы в Лодзе, в районе Бемово в Варшаве.

## Личная жизнь
Супруга — Янина Дорошевская (7 апреля 1900 — 22 сентября 1979) (в девичестве Роговская), заместитель директора в Институте специального образования, профессор, доктор философии, доцент Варшавского университета, главный редактор журнала «Szkoła Specjalna». У супругов было двое сыновей: Ян Дорошевский (8 ноября 1931 — 24 октября 2019), профессор медицинских наук, был директором Медицинского центра последипломного образования и Марек Дорошевский, профессор протозоологии в Институте экспериментальной биологии ПАН.

## Избранные научные публикации
- Monografie słowotwórcze [1]. Formacje z podstawowem -k- w części sufiksalnej (пол.). — Prace Filologiczne, 13. — 1928-1931. — С. 1-261.
- Myśli i uwagi o języku polskim: poprawność językowa i nauczanie języka: objaśnienia wyrazów i form: uwagi o pisowni (пол.). — Warszawa: Wydawnictwo M. Arct, 1937.
- Rozmowy o języku (пол.). — Warszawa: Radiowy Instytut Wydawniczy.
- Język Teodora Tomasza Jeża (Zygmunta Miłkowskiego): studium z dziejów języka polskiego XIX wieku (пол.). — Warszawa: Towarzystwo Naukowe Warszawskie, 1949.
- Słownik języka polskiego (SJPD) (пол.). — Państwowe Wydawnictwo Naukowe, 1955 — 1969.
- Podstawy gramatyki polskiej. — Panstwowe Wydawn. Naukowe, 1963.
- Słowotwórstwo a geografia lingwistyczna (mechanizm działania analogii w słowotwórstwie gwarowym) (пол.). — Варшава: Studia i szkice językoznawcze, 1962.
- Элементы лексикологии и семиотики. / Авториз. пер. с польск. В. Ф. Конновой. — Москва : Прогресс, 1973. — 286 с., 1 л. портр. — (Языковеды мира)